# When Love Cries
«When Love Cries» es el primer sencillo del álbum Mistaken Identity de Donna Summer, lanzado en 1991. La canción fue escrita por Summer, Keith Diamond, Paul Chiten, Anthony Smith, Neil Thomas y Larry Henley, y producida por Diamond. Fue lanzado por Atlantic Records en los Estados Unidos y por Warner Bros.en Europa.
Después de convertirse en la estrella más importante de la era disco en los 70, Summer experimentó con varios estilos musicales desde la década de los 80, y en el álbum la cantante adopta el estilo urban combinado con el new jack swing y el dance. El sencillo no tuvo demasiado éxito al igual que el álbum.
En Estados Unidos alcanzó el número 77 en el Billboard Hot 100, el 18 en la Hot R&B Singles, el 54 en la Billboard Radio Songs y el 41 en la Billboard Dance Singles Sales. 

## Lista de canciones
- GER CD sencillo (1991) Warner Bros. 9031-75433-2[1]

1. «When Love Cries» (Versión sencillo Remix) - 4:30
2. «When Love Cries» (12" Mix) - 6:55
3. «What Is It You Want» - 4:40

- GER 12" sencillo (1991) Warner Bros. 9031-75431-0[2]

1. «When Love Cries» (12" Mix) - 6:55
2. «When Love Cries» (Versión sencillo Remix) - 4:30
3. «What Is It You Want» - 4:40

- US 12" sencillo (1991) Atlantic 0-85961[3]

1. «When Love Cries» (Vocal Club Dub) - 7:36
2. «When Love Cries» (Radio) - 4:30
3. «When Love Cries» (Club Mix) - 6:55
4. «When Love Cries» (Instrumental) - 5:04

- US 12" promo (1991) Atlantic DMD 1709[4]

1. «When Love Cries» (Vocal Club Dub) - 7:36
2. «When Love Cries» (Radio) - 4:30
3. «When Love Cries» (Club Mix) - 6:55
4. «When Love Cries» (Instrumental) - 5:04

- GER 7" sencillo (1991) Warner Bros. 9031-75431-7[5]

1. «When Love Cries» (Versión sencillo Remix)
2. «What Is It You Want»

- US CD promo (1991) Atlantic PRCD 4163[6]

1. «When Love Cries» (Radio Edit) - 4:30
2. «When Love Cries» (Summertime Remix) - 7:36
3. «When Love Cries» (12" Mix) - 6:57

## Posicionamiento en listas
| Lista (1991)                                   | Máxima Posición |
| ---------------------------------------------- | --------------- |
| Estados Unidos (Billboard Hot 100)             | 77              |
| Estados Unidos (Billboard Hot R&B Singles)     | 18              |
| Estados Unidos (Billboard Radio Songs)         | 54              |
| Estados Unidos (Billboard Dance Singles Sales) | 41              |